# 吸血鬼ハンター“D”オリジナル・アニメーション・サウンド・トラック
『吸血鬼ハンター“D”オリジナル・アニメーション・サウンド・トラック』（バンパイアハンター・ディー・オリジナル・アニメーション・サウンド・トラック）は、小室哲哉が1985年12月21日にリリースしたOVA『吸血鬼ハンターD』のサウンドトラック。
『吸血鬼ハンターD』の主題歌であるTM NETWORKの「YOUR SONG ("D"Mix)」は収録されていない。

## 制作
小室が在籍している音楽ユニットのTM NETWORKのミニ・アルバム『TWINKLE NIGHT』と並行して製作が進められ、観音崎のスタジオでレコーディングが行われた。
本作が本格的に作曲家として動き始めるきっかけとなった作品で、小室の持つクラシックの素養を全面に押し出しており、ストリングスや、ブラス等は、E-MU Systemsの『E-mu Emulator』による演奏である。
映像を見た上で、後日スタッフの前で何の説明もなしにいきなり「魔物たちの夜」をプレゼンし、スタッフの評判も上々で小室も「TMとは全く違う引き出しから音を生み出せた」と喜び、その後の作業にもリラックスして打ち込むことができ、映像の編集スタッフも音色のプリセットの出来上がりを待ってくれて、音色のイメージを先行した。

## 批評
| 専門評論家によるレビュー | 専門評論家によるレビュー |
| レビュー・スコア         | レビュー・スコア         |
| 出典                     | 評価                     |
| ------------------------ | ------------------------ |
| CDジャーナル             | 肯定的                   |

- 音楽情報サイト『CDジャーナル』では、『吸血鬼ハンターD』の世界観を踏まえた上で「小室哲哉がメリハリあるサウンドで盛り上げる」と全体の完成度に関して肯定的に評価した[4]。

- 松本孝弘は「魔物たちの夜」を聴いて「いつかソロアルバムを作る日が来たら、この曲を入れよう」と決意した。それは1988年のソロデビューアルバム「Thousand Wave」で実現した[5]。

## 収録曲
| 全編曲: 小室哲哉。 |                           |      |            |      |
| #                  | タイトル                  | 作詞 | 作曲・編曲 | 時間 |
| 1.                 | 「魔物たちの夜」          |      |            | 4:20 |
| 2.                 | 「D復活」                 |      |            | 2:08 |
| 3.                 | 「D絶命」                 |      |            | 2:48 |
| 4.                 | 「吸血鬼リイ伯爵 (登場)」 |      |            | 4:14 |
| 5.                 | 「貴族の婚礼」            |      |            | 1:31 |
| 6.                 | 「吸血鬼リイ伯爵 (死)」   |      |            | 7:38 |

| #         | タイトル                   | 作詞  | 作曲・編曲 | 時間 |
| --------- | -------------------------- | ----- | ---------- | ---- |
| 7.        | 「Dのテーマ (登場)」       |       |            | 3:39 |
| 8.        | 「約束 (パートI)」         |       |            | 3:07 |
| 9.        | 「Dのテーマ (ドリスの愛)」 |       |            | 3:21 |
| 10.       | 「ドリス奪回」             |       |            | 5:18 |
| 11.       | 「ドリスのテーマ (別れ)」  |       |            | 3:26 |
| 12.       | 「約束 (パートII)」        |       |            | 3:09 |
| 合計時間: | 合計時間:                  | 44:39 |            |      |

## スタッフ・クレジット

### 参加ミュージシャン
- 小室哲哉 - 作曲、編曲、演奏
- 小泉洋 - コンピュータプログラミング、シンセサイザーオペレーション

### スタッフ
- 山口三平 - プロデュース
- 小坂洋二 - プロデュース
- 小池光夫 - レコーディング・エンジニア
- 鈴木信久 - アシスタント・エンジニア
- 中川幸衛 - アシスタント・エンジニア
- 松浦典良 - 音楽監督

## リリース
1985年12月21日にEPIC・ソニーより、LP、CT、CDの3形態でリリースされた。
| No. | 日付           | レーベル  | 規格     | 規格品番                        | 最高順位 | 備考                                                                               |
| --- | -------------- | --------- | -------- | ------------------------------- | -------- | ---------------------------------------------------------------------------------- |
| 1   | 1985年12月21日 | EPIC/SONY | LP CT CD | 28・3H-198 26・6H-161 32・8H-59 | -        | キャラクターデザインを担当した天野喜孝による書き下ろしピンナップが封入されている。 |